# Шимин, Александр Николаевич
Алекса́ндр Никола́евич Ши́мин (2 января 1970, Усть-Каменогорск, Казахская ССР, СССР) — казахстанский хоккеист и тренер. Воспитанник усть-каменогорского хоккея, выступал в амплуа вратаря. Мастер спорта международного класса РК.

## Биография
В составе сборной Казахстана участвовал в Олимпийских играх в Нагано (пять матчей). Чемпион зимней Универсиады 1995 г. (признан лучшим игроком турнира). Серебряный призёр зимних Азиатских игр 2003 г.
Бо́льшую часть игровой карьеры провел в родном усть-каменогорском «Торпедо» (1998—2000 гг. играл за клубы Испании и Франции), после её окончания работал в ДЮСШ «Торпедо», затем (с 2005 г.) тренером вратарей в главной команде клуба.
В 2008 году стал главным тренером «Казцинк-Торпедо-2», с июня 2010 — главный тренер молодёжной сборной Казахстана.
Начиная с сезона 2010/2011 — в возглавляемом Вячеславом Беланом тренерском штабе вновь созданного клуба чемпионата Казахстана «Арыстан». С 2015 года — старший (второй) тренер ХК «Кулагер», где также работает совместно с Вячеславом Беланом.